# サヴァイヴァー (アルバム)
『サヴァイヴァー』（Survivor）は、2001年にリリースされたデスティニーズ・チャイルドの3枚目のスタジオ・アルバムである。

## 概要
- ビヨンセ、ケリー・ローランド、ミシェル・ウィリアムズの3人体制となってから初のアルバム。
- Billboard Hot 100と全英アルバムチャートではグループ初となる1位を記録した。
- 「エモーション」はサマンサ・サング（英語版）の楽曲「愛のエモーション」のカバーである、この曲はビージーズによるバージョンも知られている。

## 収録曲（日本盤）
1. インディペンデント･ウーマン Part1 (Independent Women Part I)
2. サヴァイヴァー (Survivor)
3. ブーティリシャス (Bootylicious)
4. ナスティー・ガール　(Nasty Girl)
5. ファンシー (Fancy)
6. アップル・パイ・ア・ラ・モード (Apple Pie à la Mode)
7. セクシー・ダディ (Sexy Daddy)
8. パーフェクト・マン (Perfect Man)
9. インディペンデント・ウーマン Part2 (Independent Women Part II)
10. ハッピー・フェイス　(Happy Face)
11. ダンス・ウィズ・ミー (Dance with Me)
12. サヴァイヴァー（Maurice's Radio Mix）(Survivor (Maurice’s Radio Mix))
13. マイ・ハート・スティル・ビーツ (My Heart Still Beats)
14. エモーション (Emotion)
15. ブラウン・アイズ (Brown Eyes)
16. デンジャラスリィ・イン・ラヴ (Dangerously in Love)
17. ストーリー・オブ・ビューティー (The Story of Beauty)
18. ゴスペル・メドレー (Gospel Medley)
19. アウトロ（DC-3）サンキュー (Outro (DC-3) Thank You)